# Dundowszczyzna
Dundowszczyzna (biał. Дундаўшчына; ros. Дундовщина) – wieś na Białorusi, w obwodzie witebskim, w rejonie brasławskim, w sielsowiecie Dalekie.

## Historia
W czasach zaborów w granicach Imperium Rosyjskiego.
Dawnej zaścianek w gminie Bohiń
W dwudziestoleciu międzywojennym wieś leżała w Polsce, w województwie nowogródzkim (od 1926 w województwie wileńskim), w powiecie dziśnieńskim (od 1926 w powiecie brasławskim), w gminie Bohiń.
Według Powszechnego Spisu Ludności z 1921 roku wieś zamieszkiwało 45 osób, wszystkie były wyznania rzymskokatolickiego. Jednocześnie 36 mieszkańców zadeklarowało polską przynależność narodową a 9 białoruską. Było tu 8 budynków mieszkalnych. W 1931 w 7 domach zamieszkiwało 39 osób.
Wierni należeli do parafii rzymskokatolickiej w Dalekiem. Miejscowość podlegała pod Sąd Grodzki w Opsie i Okręgowy w Wilnie; właściwy urząd pocztowy mieścił się w Bohiniu.